# Greater London Council
Greater London Council (GLC; en català Consell del Gran Londres) va ser el govern local administratiu del Gran Londres. Va existir des de l'any 1965 fins al 1986 i reemplaçava London County Council (LCC) que havia cobert una àrea molt més petita.
Actualment Greater London Authority és el govern local del Gran Londres.

## Transport
Una branca del consell anomenada London Transport Executive va exercir d'autoritat del transport públic londinenc des de l'any 1970 fins al 1984.